# Hiroyuki Nishiuchi
Hiroyuki Nishiuchi –en japonés, 西内洋行, Nishiuchi Hiroyuki– (Haramachi, 13 de octubre de 1975) es un deportista japonés que compitió en triatlón. Ganó tres medallas en el Campeonato Asiático de Triatlón entre los años 2000 y 2002.

## Palmarés internacional
| Campeonato Asiático | Campeonato Asiático     | Campeonato Asiático | Campeonato Asiático |
| Año                 | Lugar                   | Medalla             | Prueba              |
| ------------------- | ----------------------- | ------------------- | ------------------- |
| 2000                | Gamagori (Japón)        | Medalla de bronce   | Individual          |
| 2001                | Kota Kinabalu (Malasia) | Medalla de oro      | Individual          |
| 2002                | Xuzhou (China)          | Medalla de plata    | Individual          |